# إريك موي
إريك موي (بالألمانية: Erich Mühe)‏‏ (23 مايو 1938 - 20 نوفمبر 2005 ) جراح من ألمانيا.